# Flottengrenzwert
Flottengrenzwert bezeichnet den durchschnittlichen Ausstoß von CO2 der produzierten Fahrzeugflotte eines Fahrzeugherstellers, welcher nicht überschritten werden darf. Die Angabe des Ausstoßes von CO2 erfolgt in Gramm pro gefahrenem Kilometer.

## Europäische Union
1995 hatte die EU-Kommission erstmals eine Gemeinschaftsstrategie zur Minderung der CO2-Emissionen von Personenkraftwagen mit 3 Hauptaspekten aufgegriffen:
1. Selbstverpflichtungen der Automobilindustrie zur Senkung der Emissionen
2. Bessere Informationen für die Verbraucher
3. Förderung von Fahrzeugen mit niedrigem Treibstoffverbrauch durch steuerliche Maßnahmen.

Der Europarat hat im Juni 1996 das Konzept der Kommission begrüßt.
Der Verband europäischer Automobilhersteller (ACEA) hat sich 1998 verpflichtet, die durchschnittlichen CO2-Emissionen der verkauften Neuwagen bis 2008 auf 140 g/km zu senken. 1999 sind auch die Verbände der japanischen (bzw. koreanische) Automobilhersteller JAMA bzw. KAMA dieser Verpflichtung 2009 gefolgt.

### Recht
Das Europäische Parlament und der Rat hatten in der Entscheidung Nr. 1753/2000/EG  vom 22. Juni 2000 zur Einrichtung eines Systems zur Überwachung der durchschnittlichen spezifischen CO2-Emissionen neuer Personenkraftwagen 120 g/km (5 Liter/100 km für Ottomotoren und 4,5 Liter/100 km für Dieselmotoren) im Mittel für CO2-Emissionen als Ziel für das Jahr 2005 (spätestens 2010) festgelegt. Die Entscheidung bezieht sich auf das Kyoto-Protokoll von 1997, in dem eine Senkung der Konzentration an Treibhausgasen vorgesehen ist, um diese in der Atmosphäre als langfristiges Ziel so zu stabilisieren, dass die Konzentration eine gefährliche anthropogene Störungen des Klimasystems ausschließt. Die Vertragsparteien des Kyoto-Protokolls sind verpflichtet, bis 2005 nachweisbare Fortschritte zu erzielen.
Die Verordnung (EG) Nr. 443/2009 setzt für den Flottenverbrauch einen Grenzwert von 130 g CO2/km fest. Dieser wird bis 2020 auf 95 g CO2/km abgesenkt.
Die Berechnung des Flottenverbrauchs erfolgt durch die Automobilhersteller. Für Elektroautos wurden so genannte Super Credits ausgehandelt. Somit senkt der Verkauf eines Elektroautos den gesamten Flottenverbrauch überproportional. Ähnliche Effekte treten auch in der US-Klimapolitik auf (siehe Corporate Average Fuel Economy).
Verordnung EU 2019/631 ersetzt Verordnung (EG) Nr. 443/2009 ab 2020 und legt fest, dass der Kohlendioxidausstoß von Neuwagen bis 2025 um 15 Prozent und bis 2030 um 37,5 Prozent im Vergleich zu 2021 sinken soll. Dies bedeutet, dass der Flottenausstoß im Jahr 2030 nur noch 59,4 g CO2/km betragen darf. Nach Artikel 6 der Verordnung (EU) 2019/631 können allerdings Hersteller mit zu hohem Flottenausstoß gegen Bezahlung Pooling-Vereinbarungen mit Herstellern treffen, deren Flotte einen niedrigeren Ausstoß aufweist und damit einen insgesamt geringeren Durchschnitts-Ausstoß veranlagen, im Idealfall unterhalb der geltenden Grenzen. So hat sich 2019 und 2020 der italienische FCA-Konzern mit dem kalifornischen Elektroauto-Hersteller Tesla zusammen bewerten lassen, um die hohen Flottenverbräuche seiner Marken Jeep und Alfa Romeo auszugleichen; dem bis 2021 geltenden Pool hat sich Ende 2020 Honda angeschlossen. Tesla erzielt dadurch erhebliche Einnahmen. Der deutsche VW-Konzern hat mit der Marke MG des chinesischen Autobauers SAIC, der zu Geely gehörenden LEVC, der chinesischen Airways Automobile Europe und mit Next.e.Go im Jahr 2020 einen bis 2022 geltenden Pool im Pkw-Bereich vereinbart sowie mit Ford bei leichten Nutzfahrzeugen. Zudem hat VW seine Luxusmarken Bentley und Lamborghini getrennt bewerten lassen, um den Emissions-Durchschnitt seiner Marken zu senken. Dennoch verfehlte VW im Jahr 2020 das Emissionsziel und muss eine Strafe von 100 Millionen Euro zahlen. Ohne Pooling wäre sie weitaus höher ausgefallen.
Im Februar 2016 einigten sich die Europäische Kommission und die International Civil Aviation Organization auf eine Norm für die CO2-Emissionen von Flugzeugen.

### Pkw-Flottenemissionen

CO_{2} Flottenemissionen Pkw in der EU

Die im Jahr 2017 europaweit verkauften Neuwagen hatten eine Flottenemission von 118,5 g CO2/km. Diese Zahl ist über den Kohlenstoffgehalt der Treibstoffe eng mit dem Treibstoffverbrauch verbunden.
Der durchschnittliche CO2-Ausstoß der 2017 in Deutschland neu verkauften Pkw lag bei 127,1 Gramm pro Kilometer.
Laut dem Verband europäischer Automobilhersteller (ACEA) lag der durchschnittliche CO2-Ausstoß europäischer Fahrzeuge im Jahr 2018 bei 120,6 g/km. In Deutschland liegt der Verbrauch der Neuwagen mit 129,9 g CO2/km jedoch deutlich höher, während er in den Niederlanden bei 105,5 g CO2/km liegt.
Nach Daten, die im Juni 2019 von der Europäischen Umweltagentur (EUA) veröffentlicht wurden, stiegen die durchschnittlichen Emissionen (CO2) neuer in der Europäischen Union (EU) zugelassener Pkw im Jahr 2018 zum zweiten Mal in Folge auf 120,4 g CO2 pro Kilometer. Zum ersten Mal stieg auch der durchschnittliche CO2-Ausstoß neuer Transporter bzw. leichte Nutzfahrzeuge, der für 2018 bei 158,1 g CO2/km liegt. Für diese galt 2020 ein Grenzwert von 147 g/km.
Als nominelle Flottenverbrauchsobergrenzen wurden 130 g/km (2015), 95 g/km (2021), 80,8 g/km (2025) und 59,4 g/km (2030) sowie Zwischenwerte festgesetzt (Stand 2021), die allerdings je nach Fahrzeuggewicht, mit Ausklammerung der CO2-Emission bei der Stromerzeugung, mit der Annahme großer elektrischer Fahranteile für Hybridfahrzeuge und mit Sonderanrechnungen für Elektroautos sowie Ausklammerung der verbrauchsstärksten Fahrzeuge etwas aufgelockert werden. Eine Überschreitung ist möglich, führt aber zu Strafzahlungen.
Der 2021–2024 gültige Grenzwert von 95 Gramm CO2-Ausstoß pro gefahrenem Kilometer entspricht einem Verbrauch von vier Litern Kraftstoff auf 100 Kilometern und bezog sich auf das NEFZ-Messverfahren (zwischenzeitlich abgewandelt auf 116 Gramm je km mit Messung nach WLTP). Ab 2025 beträgt der Grenzwert 93,6 g/km nach WLTP (jeweils ohne Berücksichtigung von Anpassungen je nach Fahrzeuggewicht).
Da PKW mit Verbrennungsmotor regelmäßig höhere Emissionen haben, sind Autobauer bestrebt, mit verkauften Elektroautos Strafzahlungen einsparen. Sie können dem Absatz von Elektroautos also zusätzlich zum Verkaufspreis einen weiteren wirtschaftlichen Vorteil, eine Art Quersubvention zurechnen. Der Vorteil kann auch an andere Autohersteller übertragen werden („Pooling“). Der Verkauf eines Elektroautos hatte bei von Strafzahlungen betroffenen Autobauern einen Zusatzwert durch vermiedene Strafen von ca. 12.000 €. 2018 wurde geschätzt, dass mit einem Anteil der Elektroautos an der Gesamtproduktion im Jahr 2020 bei neun Prozent, also knapp 1,5 Millionen Stück, Strafen weitgehend vermieden werden können.

## International
Flottenziele: In den USA sind bis 2020 121 g/km vorgeschrieben, in China 117 g/km, in Japan 105 g/km.